# Euscheloribates fenicheli
Euscheloribates fenicheli är en kvalsterart som först beskrevs av Balogh 1970.  Euscheloribates fenicheli ingår i släktet Euscheloribates och familjen Scheloribatidae. Inga underarter finns listade i Catalogue of Life.